# Ценгер, Макс
Макс Ценгер (нем. Max Zenger; 1837—1911) — немецкий композитор, дирижёр и музыкальный педагог; руководитель Баденской государственной капеллы (1872—1873).

## Биография
Макс Ценгер родился 2 февраля 1837 года в городе Мюнхене. С 1859 по 1860 год учился в Лейпциге. Получил широкую известность в музыкальных кругах благодаря опере «Foscari», поставленной в Мюнхене в 1863 году, а также оратории «Каин», исполненной там же в 1867 году.
Помимо этого Ценгер написал оперы «Ruy Blas», «Wieland der Schmied», «Eros und Psyche»; сочинил музыку к двум сценам «Фауста», балеты «Venus und Adonis» и «Les plaisirs de l’île enchantée», две симфонии, увертюру, речитативы к «Иосифу в Египте» Мегюля, «Das Mädchen im Walde» (для соло, женского хора и оркестра) и около 100 ста романсов.
С 1872 по 1873 год он был капельмейстером Баденской государственной капеллы в Карлсруэ
Некоторое время он также был учителем хорового пения в Мюнхенской высшей школе музыки и театра.
Макс Ценгер умер 16 ноября 1911 года в родном городе.